# Salt (film)
Salt is een film uit 2010 onder de regie van Phillip Noyce, geschreven door Kurt Wimmer en Brian Helgeland, en met Angelina Jolie in de hoofdrol. 
Jolie speelt Evelyn Salt, die ervan verdacht wordt een Russische spion te zijn. In de film probeert ze alles op alles te zetten om het tegendeel te bewijzen. Tom Cruise was eerst gekozen als Agent Salt, maar wegens andere projecten moest hij voortijdig afhaken. De film is opgenomen in Washington en New York in 2009. Jolie is tijdens de opnames uit voorzorg nog een dag opgenomen in het ziekenhuis, wegens een blessure tijdens een actiescène.

## Verhaal
Evelyn Salt is een CIA-agent die vlucht voor de CIA. Tijdens een ondervraging met een overgelopen Russische spion waarschuwt de spion voor een Russisch complot tegen de president van de VS. Hij heeft het over een KGB-agente met de naam Evelyn Salt die de president zal proberen te vermoorden. Op dat moment vlucht agent Salt voor de CIA, om haar naam te zuiveren.

## Rolverdeling
- Angelina Jolie als Evelyn Salt, een CIA-agente
- Liev Schreiber als Ted Winter, een vriend en collega van Evelyn Salt
- Chiwetel Ejiofor als Peabody, een CIA-agent die werkt voor Ted Winter
- Daniel Olbrychski als Victor Orlov, de Russische spion
- Victoria Cartagena als Portico Checkpoint-agent

## Productie
Nadat Phillip Noyce was aangenomen als regisseur voor het project, had hij Tom Cruise goedgekeurd als acteur voor de rol van 'Edwin A. Salt'. Cruise was echter niet in de gelegenheid om de rol te spelen en vond dat het personage te dicht bij zijn personage van Mission: Impossible lag. Nadat Noyce, Wimmer en de producer een gesprek hadden gehad met Jolie, werd het personage veranderd in een CIA-agente. Brian Helgeland heeft deze taak op zich genomen.